# Lista de membros da missão gregoriana

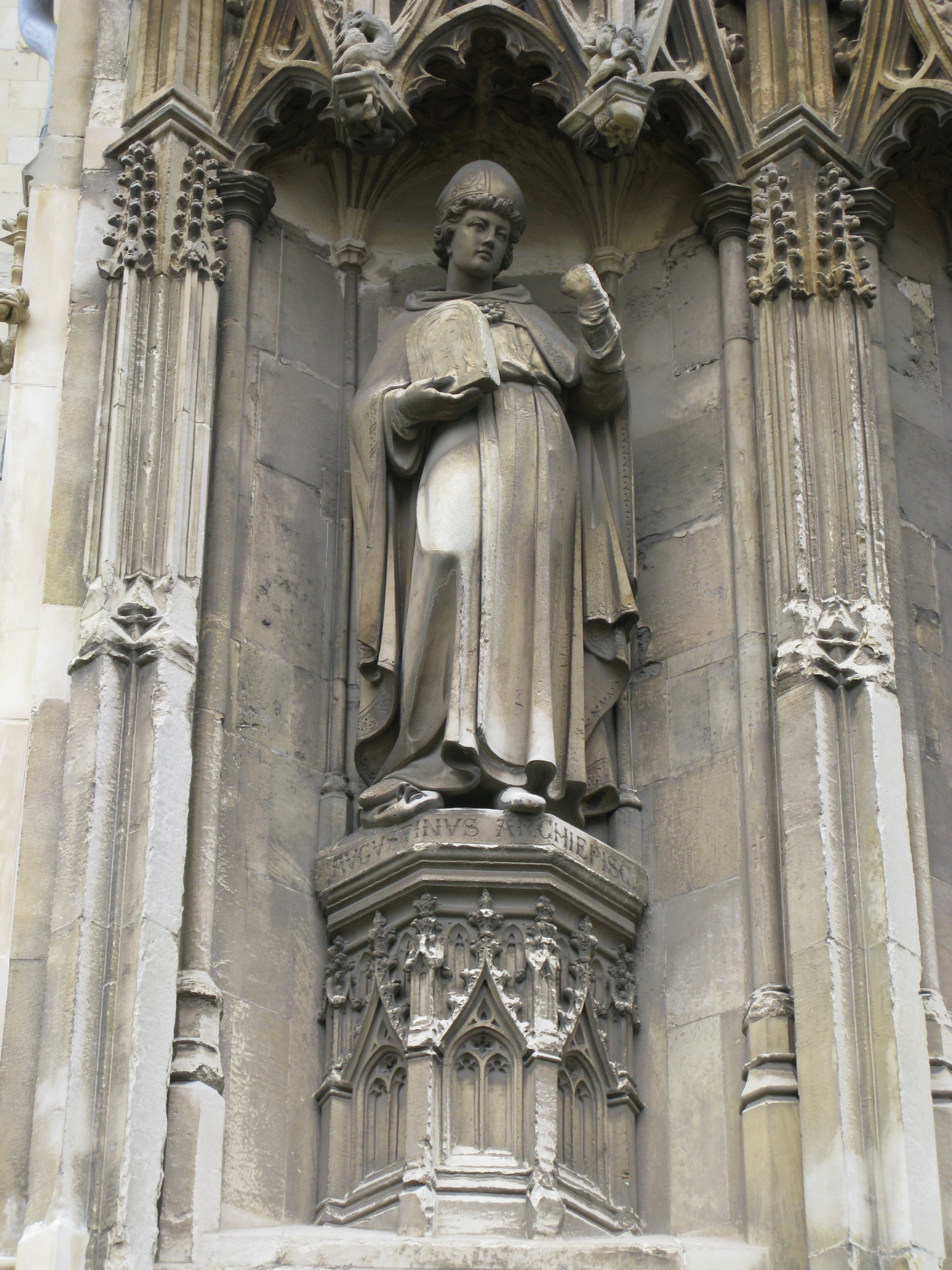
Estátua de Agostinho de Cantuária na Catedral de Cantuária

Esta é uma lista de membros da missão gregoriana, a qual foi um grupo de monges e padres italianos enviados pelo Papa Gregório I a Bretanha no final do século VI e início do VII para converter ao cristianismo os Anglo-Saxões do paganismo anglo-saxão. O primeiro grupo consistia de aproximadamente 40 padres e monges, alguns dos quais tinham sido monges no monastério de Gregório em Roma. Após uma longa viagem, do qual eles quase desistiram e voltaram a Roma, eles chegaram ao reino de Kent em 597.  Gregório enviou um segundo grupo de missionários em 601 como reforços, junto com livros e relíquias para as novas igrejas fundadas. A partir de Kent, missionários se espalharam pelo Reino da Ânglia Oriental para o norte da Bretanha, mas depois da morte do Rei Etelberto de Kent, a missão foi praticamente confinada a Kent. Outra missão foi enviada ao Reino da Nortúmbria quando a filha de Etelberto casou com o Rei Eduíno da Nortúmbria por volta de 625. Após a morte de Eduíno em 633, um retrocesso pagão contra a cristianização ocorreu, e a missão foi mais uma vez confinada a Kent; a maioria dos missionários fugiu da Nortúmbira porque tinham medo que os pagãos retornassem ao poder após a morte de Eduíno.
A principal fonte de informação sobre os missionários é a História Eclesiástica do Povo Inglês do escritor medieval Beda, escrito por volta de 731. Beda detalha vários membros da missão. Outra fonte importante de informação são os registros papais, que listam cópias das cartas de Gregório enviadas aos missionários. Nenhuma das fontes fornece uma lista completa de missionários em nenhum dos grupos, portanto uma listagem dos membros deve ser reunida a partir de referências dispersas nas cartas de Beda e Gregório. Embora seja conhecida que aproximadamente 40 pessoas foram incluídas no primeiro grupo, quantas chegaram com o segundo grupo é desconhecido. As evidências permitem somente que alguns dos missionários sejam conhecidos.
Muitos dos membros conhecidos se tornaram bispos e arcebispos, enquanto a maioria dos restantes se tornaram abades. A única exceção foi Tiago, o Diácono, que nunca alcançou um posto maior que o de diácono na igreja. Entre os arcebispos estavam os cinco primeiros Arcebispos de Cantuária: Agostinho, Lourenço, Melito, Justo e Honório; todos os quais foram posteriormente canonizados como santos. Outros dois missionários, Paulino e Romano, também se tornaram bispos. O último grupo de missionários se tornaram abades do mosteiro fundado por Agostinho em Cantuária, posteriormente conhecido como Abadia de Santo Agostinho. Entre os abades estavam Gracioso, João, Pedro, Petrônio e Rufiniano. Assim como os cinco arcebispos, três outros membros da missão foram canonizados como santos: Pedro, Tiago e Paulino.

## Membros
A data de chegada é 597 para o primeiro grupo de missionários ou 601 para o segundo grupo. A data de chegada de alguns membros é desconhecida. A segunda coluna lista o maior posto eclesiástico que o missionário obteve. As datas de morte não são sempre conhecidas, em alguns casos datas aproximadas são listadas. A última coluna indica se o membro foi considerado como santo.
| Nome                   | Data de chegada na Inglaterra | Maior posto eclesiástico obtido    | Data de falecimento        | Canonizado |
| ---------------------- | ----------------------------- | ---------------------------------- | -------------------------- | ---------- |
| Agostinho de Cantuária | 597                           | Arcebispo de Cantuária             | Entre 604 e 609            | Sim        |
| Gracioso               | Desconhecida                  | Abade da Abadia de Santo Agostinho | 638                        | Não        |
| Honório de Cantuária   | 597 ou 601                    | Arcebispo de Cantuária             | 653                        | Sim        |
| Tiago, o Diácono       | Desconhecida                  | Diácono                            | Depois de 671              | Sim        |
| João                   | 597 ou 601                    | Abade da Abadia de Santo Agostinho | Desconhecida               | Não        |
| Justo de Cantuária     | 601                           | Arcebispo de Cantuária             | 627                        | Sim        |
| Lourenço               | 597                           | Arcebispo de Cantuária             | 619                        | Sim        |
| Melito de Cantuária    | 601                           | Arcebispo de Cantuária             | 624                        | Sim        |
| Paulino de Iorque      | 601                           | Bispo de Iorque Bispo de Rochester | 644                        | Sim        |
| Pedro de Cantuária     | 597                           | Abade da Abadia de Santo Agostinho | Circa 607 ou depois de 614 | Sim        |
| Petrônio               | Desconhecida                  | Abade da Abadia de Santo Agostinho | Circa 654                  | Não        |
| Romano                 | 597 ou 601                    | Bispo de Rochester                 | Circa 624                  | Não        |
| Rufiniano              | 601                           | Abade da Abadia de Santo Agostinho | Antes de 638               | Não        |